# NGC 3805
NGC 3805 (другие обозначения — UGC 6642, MCG 4-28-19, ZWG 127.24, PGC 36224) — линзовидная галактика в созвездии Льва. Открыта Уильямом Гершелем в 1785 году.
В галактике наблюдается излучение в радиодиапазоне с диффузно выглядящим распределением. Излучение больше наблюдается с южной стороны галактики.
Этот объект входит в число перечисленных в оригинальной редакции «Нового общего каталога».
Галактика NGC 3805 входит в состав группы галактик NGC 3842. Помимо NGC 3805 в группу также входят ещё 17 галактик.